# Tour de L1mbourg
Tour de L1mbourg is een praatprogramma over de Tour de France dat uitgezonden wordt door L1. Het programma wordt elke dag uitgezonden vanuit een andere gemeente in Limburg. De presentatie was de eerste vier seizoenen in handen van Sander Kleikers en vanaf 2020 is Maurice de Heus presentator, met als vaste gast oudrenner Gert Jakobs. De overige gasten zijn vaak (oud-)wielrenners, sporters, musici, politici en andere bekende Nederlanders en Limburgers. De uitzending begint meestal vlak na de finish van de touretappe en er wordt een liveverbinding gemaakt met een verslaggever ter plaatse. Ook worden er handtekeningen van renners verzameld op een wielershirt, dat per opbod verkocht wordt ten gunste van een goed doel. Zo werd het shirt in 2018 geveild voor 1.500 euro voor het Jeugdsportfonds.

## Seizoenen

### 2016
Op zaterdag 2 juli 2016 vond de eerste uitzending plaats vanuit Valkenburg aan de Geul, gevolgd door 20 uitzendingen vanuit verschillende gemeentes in Limburg. Sander Kleikers ontving elke dag drie gasten, onder wie (oud-)wielrenners.
| Datum   | Locatie                   | Gemeente               | Gasten                                                  |
| ------- | ------------------------- | ---------------------- | ------------------------------------------------------- |
| 2 juli  | Gemeentehuis Valkenburg   | Valkenburg aan de Geul | Jan Janssen, Bert van Marwijk en Marc Lotz              |
| 3 juli  | Pancratiusplein           | Heerlen                | Rob Ruijgh, Fenna Ograjensek en Gert Jakobs             |
| 4 juli  | De Plats                  | Echt-Susteren          | Jos van Emden, Suzan Seegers en Mart van der Borgh      |
| 5 juli  | Klooster, Watersley       | Sittard-Geleen         | Bram Nolten, Flavio Pasquino en Gert Jakobs             |
| 6 juli  | Golfbaan                  | Voerendaal             | Michael Boogerd, Luc Steins en Wil Houben               |
| 7 juli  | Kasteel Elsloo            | Stein                  | Leo van Vliet, Sjef Janssen en Miriam van Es            |
| 8 juli  | Hoeve Overhuizen Bocholtz | Simpelveld             | Ronald Waterreus, Brend Muyrers en George Deswijzen     |
| 9 juli  | Markt, Sittard            | Sittard-Geleen         | Joop Atsma, Geert Ruigrok en Gert Jakobs                |
| 10 juli | Aan het bat               | Eijsden-Margraten      | Mike Teunissen, Ad Wijnands en Natascha Dejong          |
| 11 juli | rustdag                   | rustdag                | rustdag                                                 |
| 12 juli | Wilhelminaberg            | Landgraaf              | Jan Smeets, Felix Meurders en Peter Winnen              |
| 13 juli | Centrum Beesel            | Beesel                 | Bart Brentjens, Max van Heeswijk en Petra Dassen        |
| 14 juli | Sportzone Limburg         | Sittard-Geleen         | Jan Krekels, Fred Rompelberg en Melissa Boekelman       |
| 15 juli | Kasteel Wijnandsrade      | Nuth                   | Gijs van Esschoten, Jan Harings en Gert Jakobs          |
| 16 juli | Gemeentehuis Vaals        | Vaals                  | Ad Lenglet, John Bröcheler en Kylie Waterreus           |
| 17 juli | Maaspoort                 | Venlo                  | Sabrina Stultiens, Abbie Chalgoum en Ruud Stikkelbroeck |
| 18 juli | rustdag                   | rustdag                | rustdag                                                 |
| 19 juli | Markt, Kerkrade           | Kerkrade               | Sef Vergoossen, Jaap Stalenburg en Guido Dieteren       |
| 20 juli | Stadhuis Gennep           | Gennep                 | Erik Dekker, Jeroen Lenaers en Marieke van Wanroij      |
| 21 juli | Sportlandgoed de Haamen   | Beek                   | Aart Vierhouten, Laura de Vaan en Louis Delahaije       |
| 22 juli | De IJzeren Man            | Weert                  | Maaike Caelers, Patrick Strouken en Gert Jakobs         |
| 23 juli | Markt, Venray             | Venray                 | Norbert Poels, Jack Poels en Ger Koopmans               |
| 24 juli | Vrijthof                  | Maastricht             | Erik Breukink, Gerd Leers en Gert Jakobs                |

### 2017

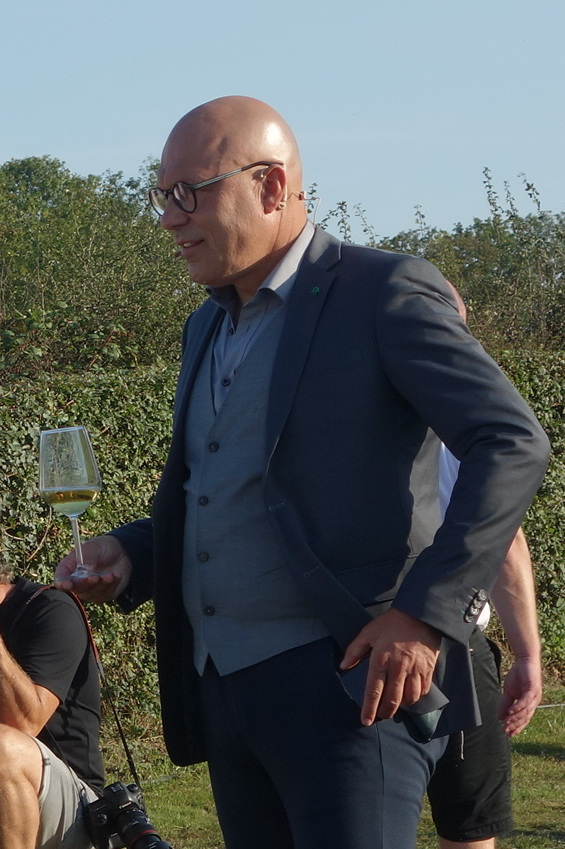
Vaste gast Gert Jakobs.

In 2017 kreeg Kleikers gezelschap van vaste gast Gert Jakobs. Zij ontvingen in 22 uitzendingen telkens twee gasten.
| Datum   | Locatie                         | Gemeente               | Gasten                               |
| ------- | ------------------------------- | ---------------------- | ------------------------------------ |
| 30 juni | Kloosterpark, Reuver            | Beesel                 | Richard Plugge en Gio Lippens        |
| 1 juli  | Geulpoort                       | Valkenburg aan de Geul | Jan Janssen en Johan Museeuw         |
| 2 juli  | Koningin Julianaplein           | Vaals                  | Lieuwe Westra en Karsten Kroon       |
| 3 juli  | Vijverpark                      | Brunssum               | Eric Geurts en Martin Teunissen      |
| 4 juli  | Equestrian Centre de Peelbergen | Horst aan de Maas      | Rob Ehrens en Steven Rooks           |
| 5 juli  | Bernardushoeve                  | Voerendaal             | Rob Ruijgh en Martijn Lindenberg     |
| 6 juli  | Sportzone Limburg               | Sittard-Geleen         | Bart Voskamp en Mark Schmetz         |
| 7 juli  | Kasteel Aldenghoor Haelen       | Leudal                 | Fred Rompelberg en Thorwald Veneberg |
| 8 juli  | Golfbaan het Rijk van Margraten | Eijsden-Margraten      | Tom Dumoulin (enige gast)            |
| 9 juli  | Centrum Gulpen                  | Gulpen-Wittem          | Ruud Cremers en Maarten den Bakker   |
| 10 juli | rustdag                         | rustdag                | rustdag                              |
| 11 juli | Brouwerij de Fontein            | Stein                  | Rens Blom en Arie den Hartog         |
| 12 juli | Markt, Kerkrade                 | Kerkrade               | Ger Koopmans en Bobbie Traksel       |
| 13 juli | Kasteel de Keverberg            | Peel en Maas           | Chantal Blaak en Danny Stam          |
| 14 juli | Sportlandgoed de Haamen         | Beek                   | Erik Meijer en Erik Dekker           |
| 15 juli | Sportpark Strijthagen           | Landgraaf              | Joop Atsma en Tim Heemskerk          |
| 16 juli | Station ZLSM                    | Simpelveld             | Bart Brentjens en Jaap Stalenburg    |
| 17 juli | rustdag                         | rustdag                | rustdag                              |
| 18 juli | De Plats                        | Echt-Susteren          | John den Braber en Bas Diederen      |
| 19 juli | Markt, Gennep                   | Gennep                 | Kenny van Hummel en Rob Harmeling    |
| 20 juli | Gerardushoeve Epen              | Gulpen-Wittem          | José Been en Jean Habets             |
| 21 juli | Ligneplein, Sittard             | Sittard-Geleen         | Milan van Wersch en Pieter Weening   |
| 22 juli | Markt, Venray                   | Venray                 | Norbert Poels en Peter Winnen        |
| 23 juli | Pancratiusplein                 | Heerlen                | Mathieu Hermans en Leo van Vliet     |

### 2018

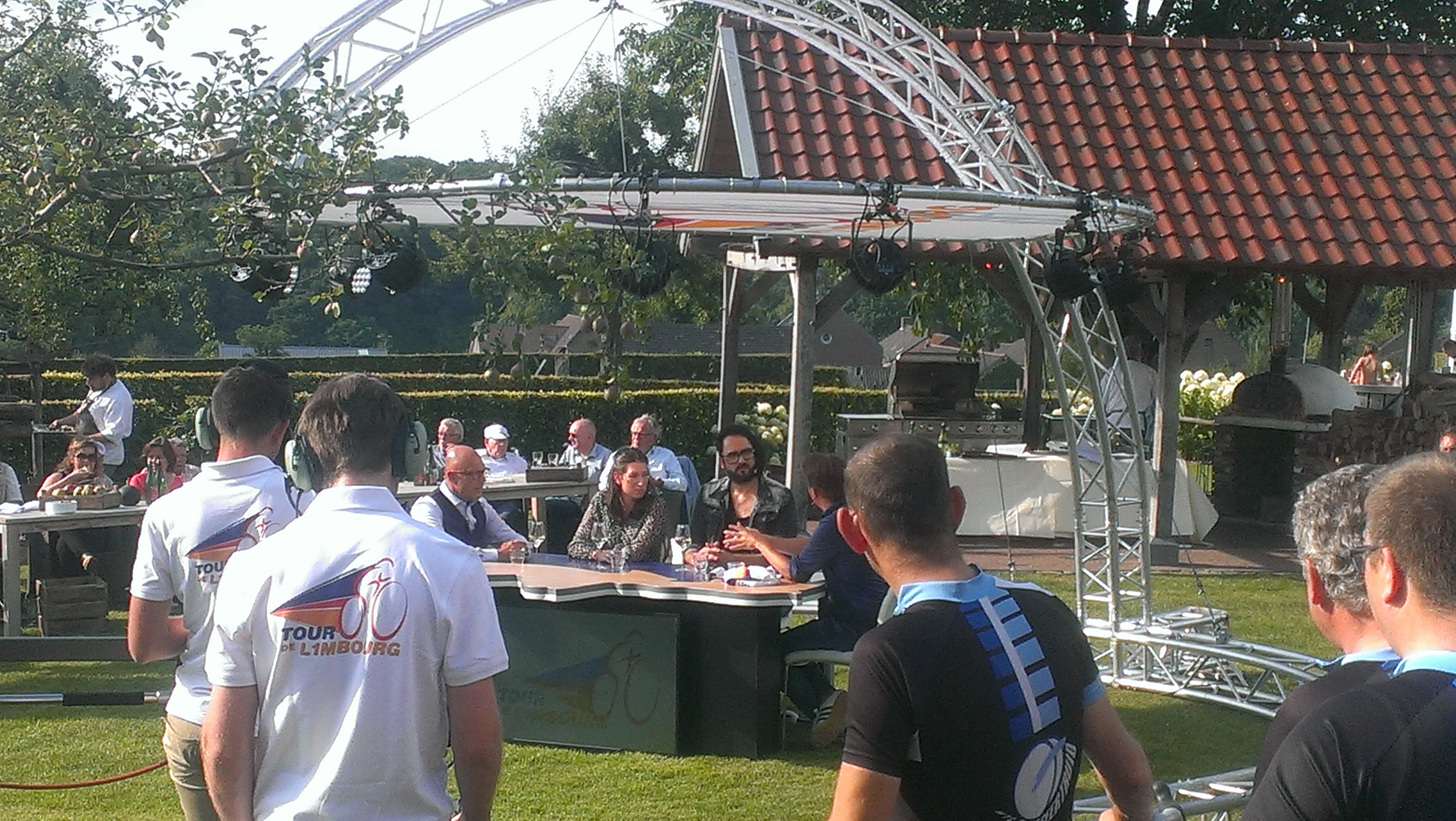
Tour de L1mbourg in Moerslag met Gert Jakobs, Maaike Head, Blaudzun en Sander Kleikers.

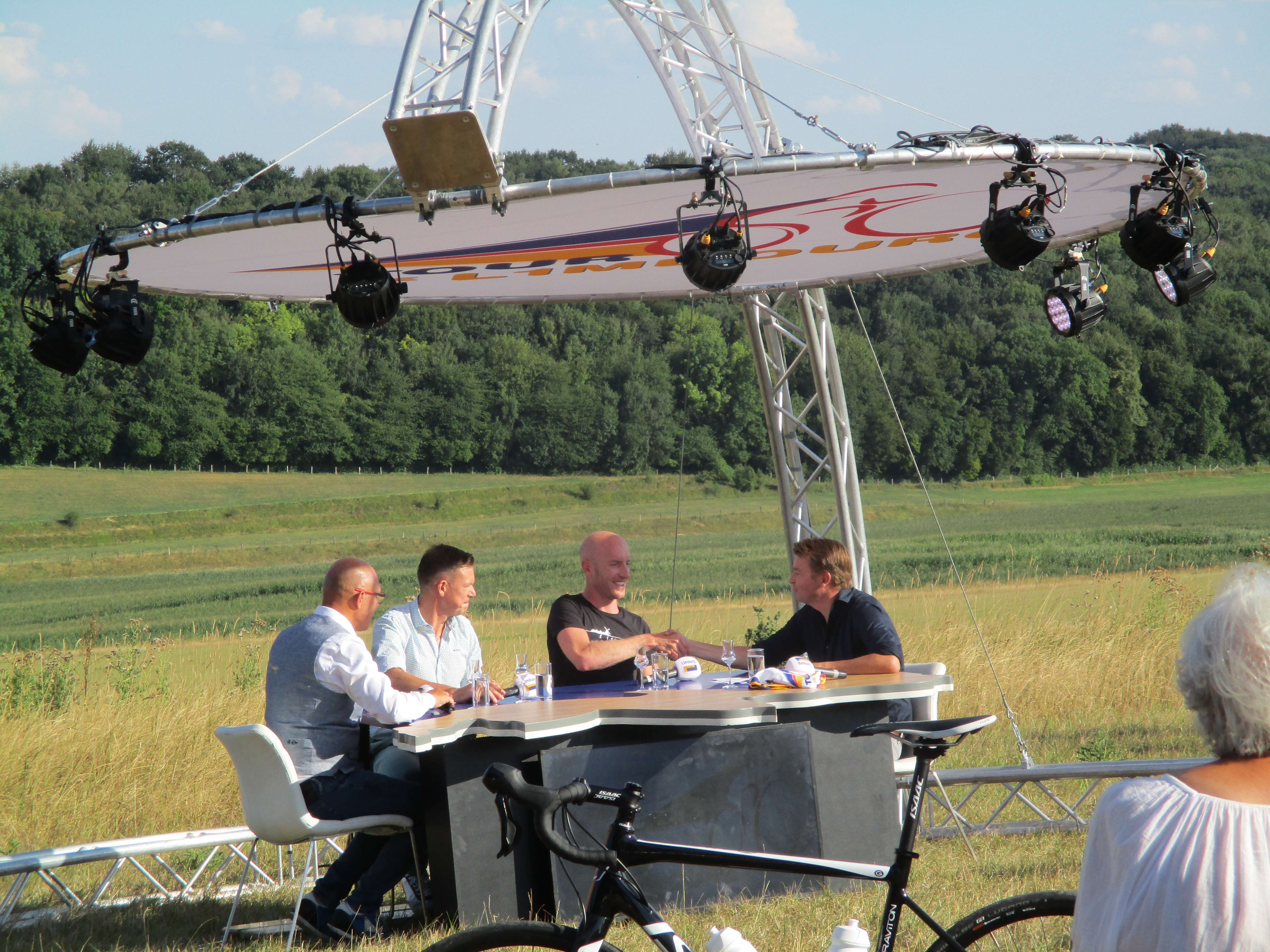
Tour de L1mbourg op de Gulperberg met Erik Meijer en Jos van Emden.

Ook in 2018 was oud-wielrenner Jakobs vaste gast. Net als het jaar ervoor waren er elke dag twee gasten.
| Datum   | Locatie                           | Gemeente               | Gasten                               |
| ------- | --------------------------------- | ---------------------- | ------------------------------------ |
| 7 juli  | Kuurpark Holland Casino           | Valkenburg aan de Geul | Johan Museeuw en Aart Vierhouten     |
| 8 juli  | Basiliek                          | Meerssen               | Jan Janssen en Ton Engels            |
| 9 juli  | Friedesse Molen                   | Leudal                 | Rob Ruijgh en Rick de Leeuw          |
| 10 juli | Tom Dumoulin Bike Park            | Sittard-Geleen         | Vera Koedooder en Michel Cornelisse  |
| 11 juli | Aan de Drift                      | Horst aan de Maas      | Dirk Bellemakers en Maurice Graef    |
| 12 juli | Landgoed Moerslag                 | Eijsden-Margraten      | Maaike Head en Blaudzun              |
| 13 juli | Brasserie Peil 5                  | Schinnen               | Suzan Seegers en Gé Reinders         |
| 14 juli | Markt, Kerkrade                   | Kerkrade               | Aike Visbeek en Marc Hermans         |
| 15 juli | Gemeentehuis Vaals                | Vaals                  | Steven Rooks en Ed Janssen           |
| 16 juli | rustdag                           | rustdag                | rustdag                              |
| 17 juli | De Plats                          | Echt-Susteren          | Marianne Vos en Martijn Veltkamp     |
| 18 juli | Markt, Gennep                     | Gennep                 | Jip van den Bos en Bob Schoonbroodt  |
| 19 juli | Steinerbos                        | Stein                  | Leo Driessen en Maarten Tjallingii   |
| 20 juli | Hoeve Overhuizen, Bocholtz        | Simpelveld             | Samantha van Wijk en Harm Kuipers    |
| 21 juli | Markt, Beesel                     | Beesel                 | Marijn de Vries en Erik Breukink     |
| 22 juli | Pancratiusplein                   | Heerlen                | Emile Roemer en John den Braber      |
| 23 juli | rustdag                           | rustdag                | rustdag                              |
| 24 juli | Mondo Verde                       | Landgraaf              | Theo de Rooij en Theo Joosten        |
| 25 juli | Raadhuisplein, Meijel             | Peel en Maas           | Sabrina Stultiens en Koos Moerenhout |
| 26 juli | Bernardushoeve                    | Voerendaal             | Esra Tromp en Jaap Kooijman          |
| 27 juli | Gulperberg                        | Gulpen-Wittem          | Erik Meijer en Jos van Emden         |
| 28 juli | Veerhuys Tante Jet, Blitterswijck | Venray                 | Peter Winnen en Thomas Rieff         |
| 29 juli | Markt, Sittard                    | Sittard-Geleen         | Marc Lotz en Ger Koopmans            |

### 2019

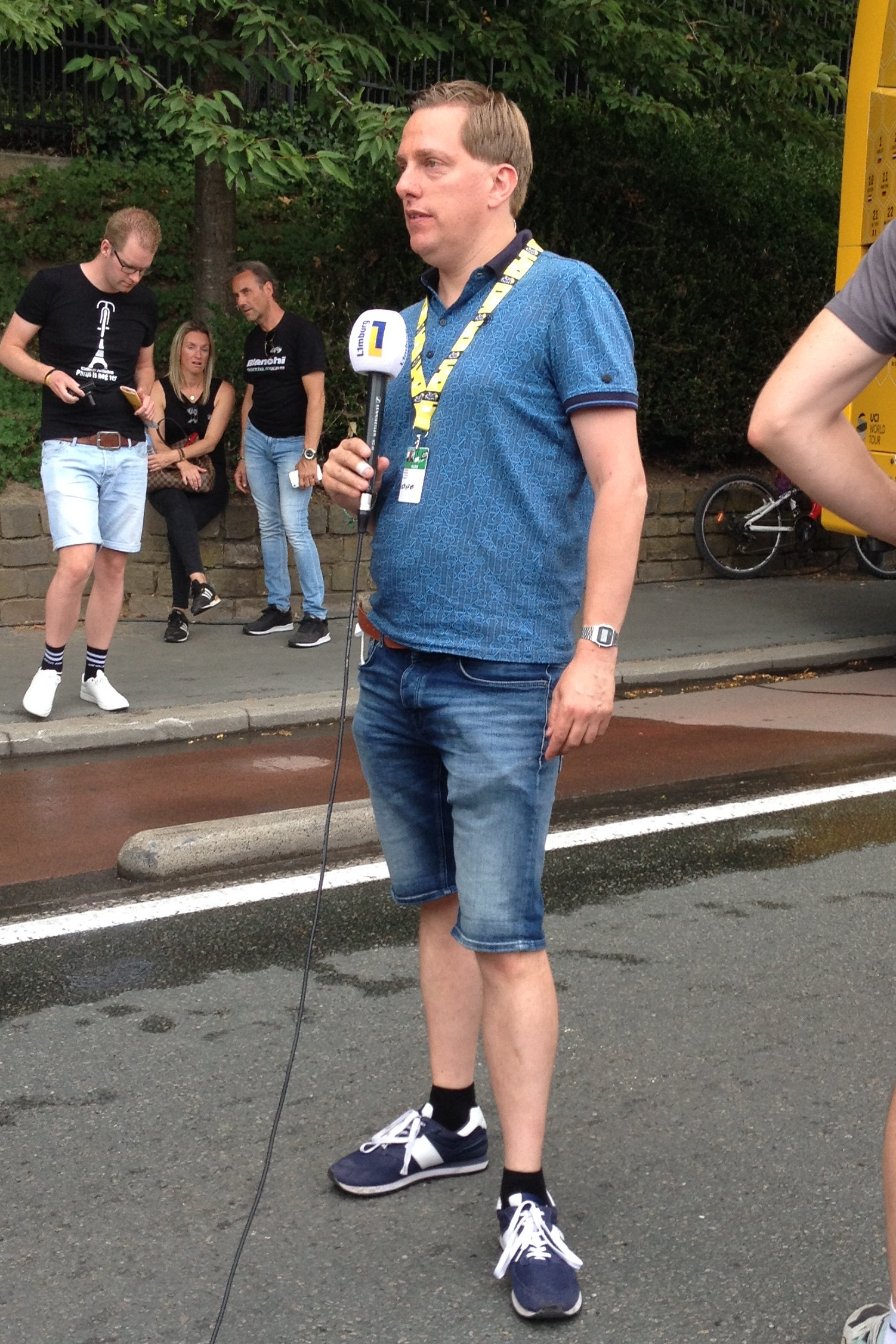
Frank Moonen deed live verslag vanuit de Tour.

Op 20 april werden de locaties voor 2019 bekendgemaakt. Net als de voorgaande jaren was Gert Jakobs vaste gast, elke dag aangevuld met twee andere gasten.
| Datum   | Locatie                  | Gemeente               | Gasten                                             |
| ------- | ------------------------ | ---------------------- | -------------------------------------------------- |
| 5 juli  | Par'Cours                | Valkenburg aan de Geul | Bennie Ceulen en Rob Harmeling                     |
| 6 juli  | Kloosterpark             | Beesel                 | Michel Cornelisse en Jean-Paul van Poppel          |
| 7 juli  | Schinvelderhoeve         | Beekdaelen             | Esra Tromp en Erik Dekker                          |
| 8 juli  | Basiliek                 | Meerssen               | John den Braber en Frans Pollux                    |
| 9 juli  | Hoeve Scholtissenhof     | Simpelveld             | Britt Jochems en Mathieu Hermans                   |
| 10 juli | Lambertushof             | Nederweert             | Rick de Leeuw en Sanne van Paassen                 |
| 11 juli | Sportlandgoed de Haamen  | Beek                   | Vera Koedooder en Jaap Kooijman                    |
| 12 juli | Haven Maasbracht         | Maasgouw               | Max van Heeswijk en Joost van den Akker            |
| 13 juli | Munsterplein             | Roermond               | Leo van Vliet en Martin Teunissen (vader van Mike) |
| 14 juli | Eyserhof                 | Gulpen-Wittem          | Joop Zoetemelk en Michel Cornelisse                |
| 15 juli | Kasteel d'Erp            | Peel en Maas           | Kenny van Hummel en Jeanine Laudy                  |
| 16 juli | Markt, Kerkrade          | Kerkrade               | (geen gasten, wel fragmenten uit eerste Tourweek)  |
| 17 juli | Markt, Gennep            | Gennep                 | Nick Stöpler en Iris Slappendel                    |
| 18 juli | Stadhuis                 | Landgraaf              | Rob Ruijgh en Kees Maas                            |
| 19 juli | Bemelerberg              | Eijsden-Margraten      | Fred Rompelberg en Adrie van der Poel              |
| 20 juli | Wijngaard St. Martinus   | Vaals                  | Jaap Stalenburg en Jeroen Van Belleghem            |
| 21 juli | Markt, Horst             | Horst aan de Maas      | Bart Voskamp en Aart Vierhouten                    |
| 22 juli | Markt, Kerkrade          | Kerkrade               | (geen gasten, wel fragmenten uit tweede Tourweek)  |
| 23 juli | IJsboerderij Catsop      | Stein                  | Marc Lotz en Cor Seijkens                          |
| 24 juli | Wijngoed Fromberg        | Voerendaal             | Kylie Waterreus en Gene Janssen                    |
| 25 juli | Kasteel Groot Buggenum   | Leudal                 | Demi Vollering en Marieke van Wanroij              |
| 26 juli | Glaspaleis               | Heerlen                | Mitch Valize en Lucinda Brand                      |
| 27 juli | Monseigneur Goumansplein | Venray                 | Suzan Seegers en Peter Winnen                      |
| 28 juli | Markt, Geleen            | Sittard-Geleen         | Ger Koopmans en Jos van Emden                      |

### 2020

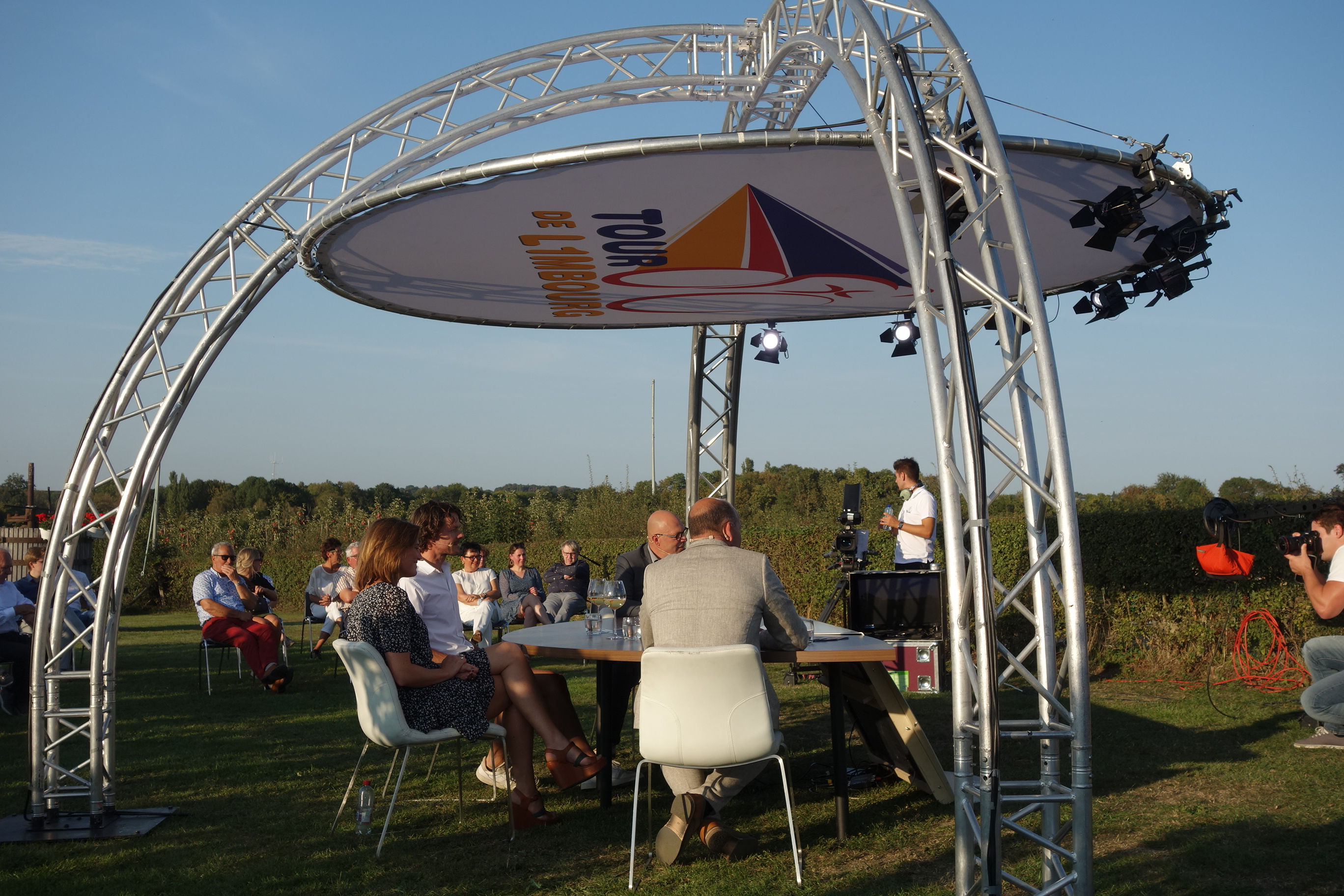
Tour de L1mbourg in Noorbeek, met Brigitte Heitzer en Marc Lotz.

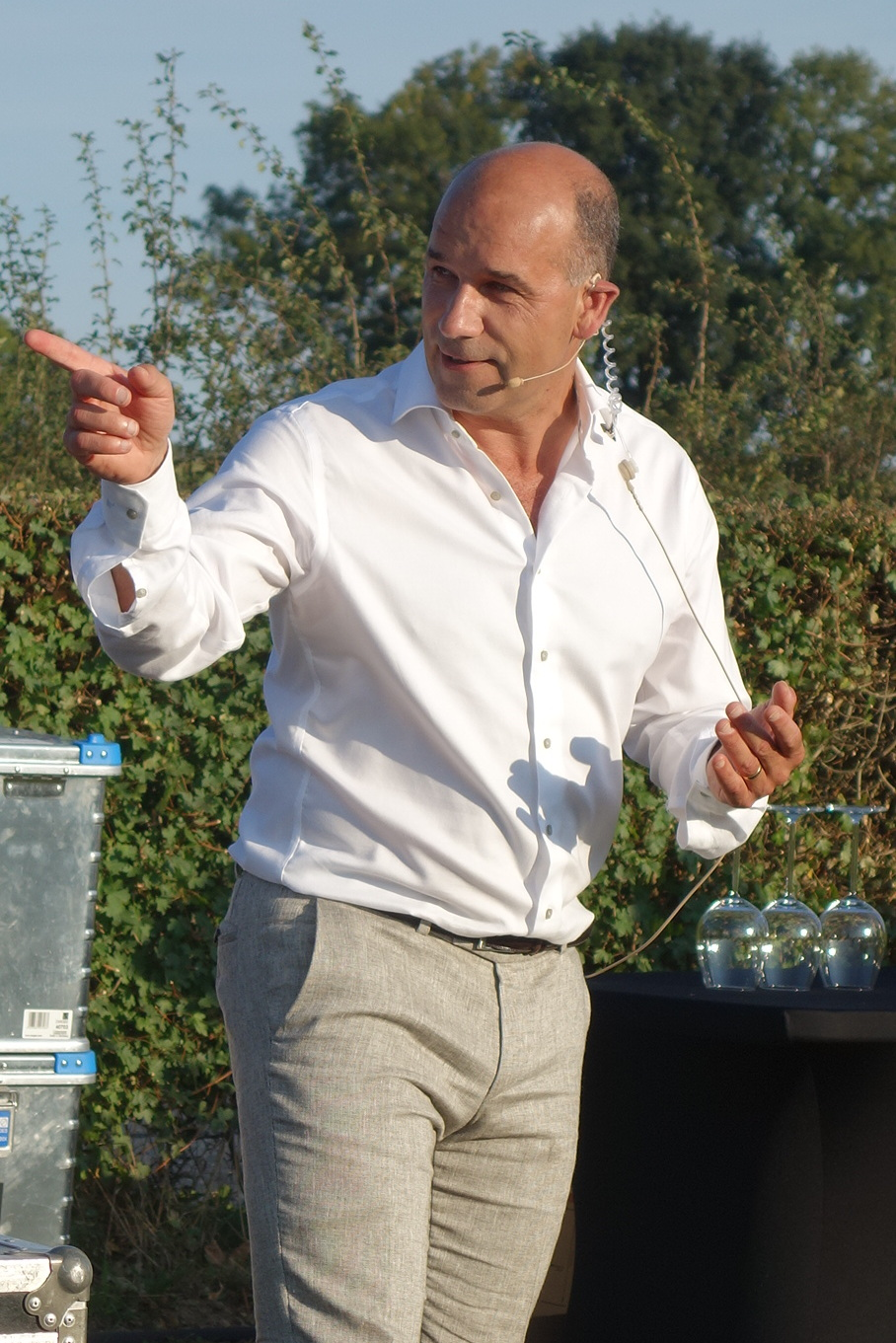
Presentator Maurice de Heus.

Net als de Ronde van Frankrijk 2020, werd ook Tour de L1mbourg vanwege de Coronapandemie uitgesteld tot eind augustus en september. Op 22 augustus werden de locaties voor deze editie bekendgemaakt. Maurice de Heus volgde Kleikers op als presentator. Net als de voorgaande jaren was Gert Jakobs vaste gast, elke dag aangevuld met twee andere gasten.
| Datum        | Locatie                              | Gemeente               | Gasten                                             |
| ------------ | ------------------------------------ | ---------------------- | -------------------------------------------------- |
| 29 augustus  | Maankwartier                         | Heerlen                | Leontien van Moorsel en Louis Delahaije            |
| 30 augustus  | Munsterplein                         | Roermond               | Marc Wauters en Renate Verhoofstad                 |
| 31 augustus  | Winkelcentrum Stein                  | Stein                  | Erik Breukink en Esra Tromp                        |
| 1 september  | Remise "Miljoenenlijn" ZLSM          | Simpelveld             | Steven Rooks en Manon Colson                       |
| 2 september  | Openluchtmuseum Eynderhoof           | Nederweert             | Bram Tankink en Ellen van Dijk                     |
| 3 september  | Parc Buitengewoon                    | Gennep                 | Jelle Nijdam en Marijn de Vries                    |
| 4 september  | Hoeve Biesenhof, Sweikhuizen         | Sittard-Geleen         | Joop Zoetemelk en Mart Smeets                      |
| 5 september  | Kasteel Jen Hoes, Lemiers            | Vaals                  | Jos van Emden en Rick Plum                         |
| 6 september  | Odapark, Venray                      | Venray                 | Peter Winnen en Sabrina Stultiens                  |
| 7 september  | Kasteel Schaesberg                   | Landgraaf              | (geen gasten, wel fragmenten uit eerste Tourweek)  |
| 8 september  | Pingerhoeve                          | Beekdaelen             | Michel Cornelisse en Raymond Kerckhoffs            |
| 9 september  | Brasserie Nieuw Erenstein            | Kerkrade               | Roy Curvers, Aart Vierhouten en Daina van Wankum   |
| 10 september | Mariaplein, Helden                   | Peel en Maas           | Jan Janssen en Bennie Ceulen                       |
| 11 september | Kasteel Vliek, Ulestraten            | Meerssen               | Bart Brentjens, Patrick Strouken en Anya Niewierra |
| 12 september | Recreatiepark De Leistert, Roggel    | Leudal                 | Rob Ruijgh en Margo de Vries                       |
| 13 september | Wijngaard Gen Heugde, Noorbeek       | Eijsden-Margraten      | Brigitte Heitzer en Marc Lotz                      |
| 14 september | Kasteel Strijthagen, Schaesberg      | Landgraaf              | (geen gasten, wel fragmenten uit tweede Tourweek)  |
| 15 september | Pastoor Vullinghsplein, Grubbenvorst | Horst aan de Maas      | Thorwald Veneberg en Britt Jochems                 |
| 16 september | Wijngoed Fromberg                    | Voerendaal             | Felix Meurders en Erik Meijer                      |
| 17 september | Kasteel Limbricht                    | Sittard-Geleen         | Theo de Rooij en Bert van Marwijk                  |
| 18 september | Schaapskooi Mergelland, Eperheide    | Gulpen-Wittem          | Bram Tankink en Nicole Ramaekers-Rutjens           |
| 19 september | Markt, Reuver                        | Beesel                 | Bart Voskamp en Bas Diederen                       |
| 20 september | Theo Dorrenplein, Valkenburg         | Valkenburg aan de Geul | Leo van Vliet en André Rieu                        |

### 2021
Maurice de Heus was net als vorig jaar presentator, met Gert Jakobs als vaste gast, elke dag aangevuld met twee andere gasten. De uitzending van 14 juli met Tom Dumoulin werd vanwege de regen binnen opgenomen en de volgende uitzendingen werden geschrapt vanwege de overstromingen in Limburg.
| Datum   | Locatie                         | Gemeente               | Gasten                                              |
| ------- | ------------------------------- | ---------------------- | --------------------------------------------------- |
| 26 juni | Par'course                      | Valkenburg aan de Geul | Erik Breukink en Ronald Waterreus                   |
| 27 juni | Steinerbos                      | Stein                  | Jeroen Blijlevens en Teuntje Beekhuis               |
| 28 juni | Watertoren De Reusch            | Beekdaelen             | Erik Dekker en Afke van de Wouw                     |
| 29 juni | Frankenhofmolen, Vaals          | Vaals                  | Michael Boogerd en Raymond Kerckhoffs               |
| 30 juni | Markt Beesel                    | Beesel                 | Sanne van Paassen en Maarten Kolsloot               |
| 1 juli  | Kasteel Erenstein               | Kerkrade               | Jos van Emden en Yana Seel                          |
| 2 juli  | Beringe Buiten                  | Peel en Maas           | Jeanine Laudy, Gerard Rietjens en Nathalie Sieben   |
| 3 juli  | Kasteel Born                    | Sittard-Geleen         | Camille Oostwegel en Manon Colson                   |
| 4 juli  | Maankwartier                    | Heerlen                | Johan van der Velde en Aart Vierhouten              |
| 5 juli  | Landalpark, Cauberg             | Valkenburg aan de Geul | Milan van Wersch                                    |
| 6 juli  | Old Inn, Ottersum               | Gennep                 | Pim Ligthart en Kristy Miggels                      |
| 7 juli  | Uffelse Molen                   | Leudal                 | Iris Slappendel en Maya Kingma                      |
| 8 juli  | Museum de Schat van Simpelveld  | Simpelveld             | Danny Nelissen en Evert ten Napel                   |
| 9 juli  | Lovinckplein, Ysselsteyn        | Venray                 | Bart Brentjens en Marianne van Leeuwen              |
| 10 juli | GaiaZOO                         | Kerkrade               | Theo de Rooij, Samefko Ludidi en Emma Kok           |
| 11 juli | Hoeve Beusdalshof, Ingber       | Gulpen-Wittem          | Chantal Beltman en Erik Meijer                      |
| 12 juli | Landalpark, Cauberg             | Valkenburg aan de Geul | Milan van Wersch                                    |
| 13 juli | Wijngoed Fromberg               | Voerendaal             | Sanne Cant en Belle de Gast                         |
| 14 juli | Wijngoed Saint Remi, Raar       | Meerssen               | Tom Dumoulin en Mitch Valize                        |
| 15 juli | Waubach                         | Landgraaf              | geen uitzendingen vanwege overstromingen in Limburg |
| 16 juli | Trapperie de Werkplats, Sevenum | Horst aan de Maas      | geen uitzendingen vanwege overstromingen in Limburg |
| 17 juli | De Vief Heringe, Sittard        | Sittard-Geleen         | geen uitzendingen vanwege overstromingen in Limburg |
| 18 juli | Diepstraat, Eijsden             | Eijsden-Margraten      | geen uitzendingen vanwege overstromingen in Limburg |

### 2022
In 2022 volgde Tour de L1mbourg niet de Tour de France voor mannen, maar de Tour de France Femmes, van 23 tot en met 31 juli. De uitzendingen werden allemaal opgenomen op Chateau St. Gerlach in Houthem-Sint Gerlach. Presentator was Maurice de Heus en oud-renster Vera Koedooder was copresentator. Gasten waren o.a. burgemeester van Valkenburg Daan Prevoo, oud-rensters Keetie van Oosten-Hage en Roxane Knetemann, oud-renner en koersdirecteur van de Amstel Gold Race Leo van Vliet, paralympisch kampioene Esther Vergeer, Olympisch kampioene schaatsen Ireen Wüst en rensters Kylie Waterreus, Jip van den Bos en Belle de Gast. Kim Langeslag maakte reportages en interviews bij de start en finish van elke etappe.

### 2023
Net als het voorgaande jaar, volgde Tour de L1mbourg ook in 2023 de Tour de France Femmes, van 23 tot en met 30 juli. De opnames werden deze keer gemaakt aan het Lac du Meuse. Naast presentator Maurice de Heus was wielrenster Quinty Schoens uit Stein vaste sidekick. Gasten waren o.a. rensters Chantal van den Broek-Blaak, Sabrina Stultiens en Femke Markus; oud-rensters Vanessa Gosselink-van Dijk en Kylie Waterreus; ploegmanagers Jos van de Mortel (Parkhotel Valkenburg) en Erwin Janssen (Team SD Worx); voetbalster Tessa Wullaert en journalisten Raymond Kerckhoffs en Yda Smets.